# Viktor Prodell
Viktor Juhani Prodell (* 29. Februar 1988 in Eskilstuna) ist ein schwedischer Fußballspieler. Der Stürmer, der mit Åtvidabergs FF zweimal in die Allsvenskan aufstieg, debütierte 2013 in der schwedischen Nationalmannschaft.

## Werdegang
Prodell entstammt der Jugend des Triangelns IK. 2005 wechselte er in die Jugend des ehemaligen Erstligisten Eskilstuna City FK. Dort überzeugte er insbesondere beim Mariedal Cup in Borås, einem bedeutenden Hallenturnier, im Herbst 2006 und untermauerte damit seine Ambitionen für die Wettbewerbsmannschaft des Vereins. Beim Viertligisten debütierte er in der Spielzeit 2007, als Tabellenzweiter hinter Arameiska-Syrianska Norsborg verpasste er mit der Mannschaft den Aufstieg in die Drittklassigkeit um drei Punkte. Bis zum Sommer des folgenden Jahres weckte er das Interesse im höherklassigen Bereich, ehe er Ende Juli seinen Wechsel zum Jahresende zum Zweitligisten Åtvidabergs FF bekannt gab – aufgrund seines auslaufenden Vertrages musste keine Ablösesumme gezahlt werden und es fiel für seine beiden bisherigen Vereine lediglich die in diesem Fall obligatorische Ausbildungsentschädigung an.
Prodell etablierte sich Åtvidaberg in seiner Debütsaison in der Superettan direkt in der Stammformation und wirkte in allen 30 Saisonspielen mit. Dabei trug er mit sechs Saisontoren zum Erstligaaufstieg bei. In der schwedischen Eliteserie rückte er jedoch ins zweite Glied, lediglich bei zwölf seiner 26 Erstligapartien in der Erstliga-Spielzeit 2010 stand er in der Anfangself. Dennoch hatte der Klub seinen auslaufenden Vertrag bereits im Sommer bis Ende 2011 verlängert. Der Aufsteiger hatte jedoch aufgrund der schlechteren Tordifferenz gegenüber dem punktgleichen Gefle IF den Klassenerhalt oder zumindest das Erreichen des Relegationsplatzes verpasst und war direkt wieder abgestiegen. Weiterhin hauptsächlich Ergänzungsspieler wirkte er an der Seite von Daniel Hallingström, Jesper Arvidsson, Kristian Bergström und Magnus Eriksson am direkten Wiederaufstieg mit, abermals erzielte er sechs Saisontore. Dieses Mal setzte er sich im Oberhaus als Stammkraft durch, in 26 Partien stand er in der Startformation. Mit 15 Saisontoren war er maßgeblich am Erreichen des achten Tabellenranges beteiligt und setzte sich damit hinter Abdul Majeed Waris und Gunnar Heiðar Þorvaldsson an die dritte Stelle der Torschützenliste.
Nationaltrainer Erik Hamrén würdigte Prodells Leistung als bester einheimischer Torschütze in der schwedischen Meisterschaft und berief ihn für die Auftaktländerspiele der schwedischen Landesauswahl 2013. Im Rahmen des King’s Cup debütierte er beim Finalspiel gegen Finnland, das nach Toren von Tobias Hysén, Robin Quaison und Anders Svensson deutlich mit einem 3:0-Erfolg gewonnen wurde. Auch in der anschließenden Spielzeit zeigte er seine Torgefahr und erzielte bis Mitte Juli sieben Saisontore. 
Am 15. Juli 2013 verkündete der belgische Klub KV Mechelen die Verpflichtung Prodells, der in Belgien einen Vierjahresvertrag erhielt.